# Kwadacha River
Kwadacha River är ett vattendrag i Kanada.   Det ligger i provinsen British Columbia, i den centrala delen av landet, 3 600 km väster om huvudstaden Ottawa.
Trakten runt Kwadacha River är nära nog obefolkad, med mindre än två invånare per kvadratkilometer.